# Castle in the Snow
Castle in the Snow is een nummer van de Zwitserse dj Kadebostany uit 2014. In 2015 maakte de Franse dj The Avener een deephouseremix van het nummer, als tweede single van zijn debuutalbum The Wanderings of the Avener.
De originele versie van het nummer wist nergens tot de hitlijsten door te dringen. The Avener gaf zijn remix een voor een dj redelijk poppy geluid. Hij scoorde met zijn remix een hit in Frankrijk, waar het de 15e positie behaalde. Tot op de dag van vandaag wordt de remix daar nog steeds veel gedraaid. In Wallonië was de remix met een 3e positie nog succesvoller, terwijl in Vlaanderen de 54e positie werd in de Tipparade gehaald.

## Tracklijst
Muziekdownload
1. "Castle in the Snow" - 3:30